# هنر سنگ‌نگاری حوزه مدیترانه‌ای ایبری
گروه بیش از ۷۰۰ مکان هنر سنگ‌نگاری ماقبل تاریخ حوزه مدیترانه‌ای ایبری، که به عنوان هنر لوانتین نیز شناخته می‌شود، در سال ۱۹۹۸ به صورت جمعی توسط یونسکو به عنوان میراث جهانی اعلام شدند. این سایت‌ها در قسمت شرقی اسپانیا قرار دارند و شامل هنر سنگ‌نگاری مربوط به دوره‌های پالئولیتیک بالایی یا (احتمالاً) مزولیتیک از عصر حجر هستند. این هنر شامل اشکال کوچک نقاشی شده انسان‌ها و حیوانات است که از این دوره، هم در اروپا و هم شاید در جهان، حداقل در کارهای اولیه، پیشرفته‌ترین و گسترده‌ترین نمونه‌های باقی‌مانده هستند. این مجموعه به دلیل تعداد مکان‌های موجود و بزرگ‌ترین تمرکز چنین هنرهایی در اروپا قابل توجه است. نام آن به حوزه مدیترانه‌ای اشاره دارد؛ با این حال، در حالی که برخی از سایت‌ها نزدیک دریا قرار دارند، بسیاری از آنها در داخل آراگون و کاستیلا-لا مانچا واقع شده‌اند؛ همچنین به عنوان هنر لوانتین (به معنای «ز شرق اسپانیا»، نه منطقه لوانت) نیز شناخته می‌شود.